# Kazunori Koshikawa
Kazunori Koshikawa (越川 一紀, Koshikawa Kazunori, né le 23 janvier 1956) est un athlète japonais, spécialiste du saut en hauteur.

## Biographie
Il remporte la médaille d'or du saut en hauteur lors des championnats d'Asie 1979, à Tokyo, avec la marque de 2,15 m.

### Palmarès
| Date | Compétition         | Lieu    | Résultat | Épreuve         | Performance |
| ---- | ------------------- | ------- | -------- | --------------- | ----------- |
| 1973 | Championnats d'Asie | Manille | 2e       | Saut en hauteur | 2,15 m      |
| 1978 | Jeux asiatiques     | Bangkok | 2e       | Saut en hauteur | 2,18 m      |
| 1979 | Championnats d'Asie | Tokyo   | 1er      | Saut en hauteur | 2,15 m      |

### Records
| Épreuve         | Performance | Lieu   | Date        |
| --------------- | ----------- | ------ | ----------- |
| Saut en hauteur | 2,21 m      | Hikone | 7 août 1977 |